# Mikael Ndjoli
Mikael Ndjoli (* 16. Dezember 1998) ist ein englischer Fußballspieler, der im Juli 2016 seinen ersten Profivertrag beim AFC Bournemouth unterschrieb.

## Karriere
Mikael Ndjoli spielte bis zum Jahr 2016 in der Jugend des FC Millwall im Londoner Stadtteil Bermondsey. Danach spielte er zwei Jahre in den Jugendmannschaften des AFC Bournemouth. Für die U-21-Mannschaft der Cherries erzielte er in der Saison 2017/18 24 Tore. Im Juli 2018 wurde Ndjoli an den schottischen Erstligisten FC Kilmarnock verliehen. Sein Debüt gab er im Ligapokal gegen den FC St. Mirren am 13. Juli 2018. Bei seinem Debüt in der Scottish Premiership am 4. August 2018 gegen den FC St. Johnstone erzielte er das Tor zum 2:0-Endstand. Ende Juni 2019 fand Ndjoli mit dem englischen Drittligisten FC Gillingham einen weiteren Leihklub für eine Saison. Ab Januar 2020 wurde der Linksaußen an den FC Motherwell verliehen.